# Enrico Scacchia
Enrico Scacchia est un ancien boxeur professionnel suisse né à Berne le 27 avril 1963 et mort également à Berne le 19 juillet 2019.

## Palmarès
Son palmarès est de 41 victoires, dont 26 avant la limite, contre 3 nuls et 8 défaites. 50 % de ses victoires l'ont été par KO (26 sur 41). Il s'est battu 2 fois pour le titre de champion d'Europe et a perdu les deux combats prématurément.
Il bat par K.O. l'Argentin Roberto Justino Ruiz alors n° 7 mondial. Il obtient le nul contre le Finlandais Tarmo Uusivirta.

## Biographie
D'origine italienne, il commence la boxe à 11 ans. Son père a abandonné sa famille et sa mère se montre violente envers lui. Il fait des allers-retours entre un orphelinat et sa grand-mère.
En 1992 un examen neurologique révèle des lésions cérébrales et il est déclaré invalide.
Il est une figure médiatique en Suisse comparable à Fritz Chervet. De par ses origines modestes et italiennes, il gagne le surnom de Rocky suisse,.